# دورنير دو 214
دورنير دو 214 (بالإنجليزية: Dornier Do 214)‏ كان تصميم مقترح لطائرة قارب كبيرة وطويلة المدى، وضعته شركة دورنير للطائرات خلال الحرب العالمية الثانية.

## التطوير

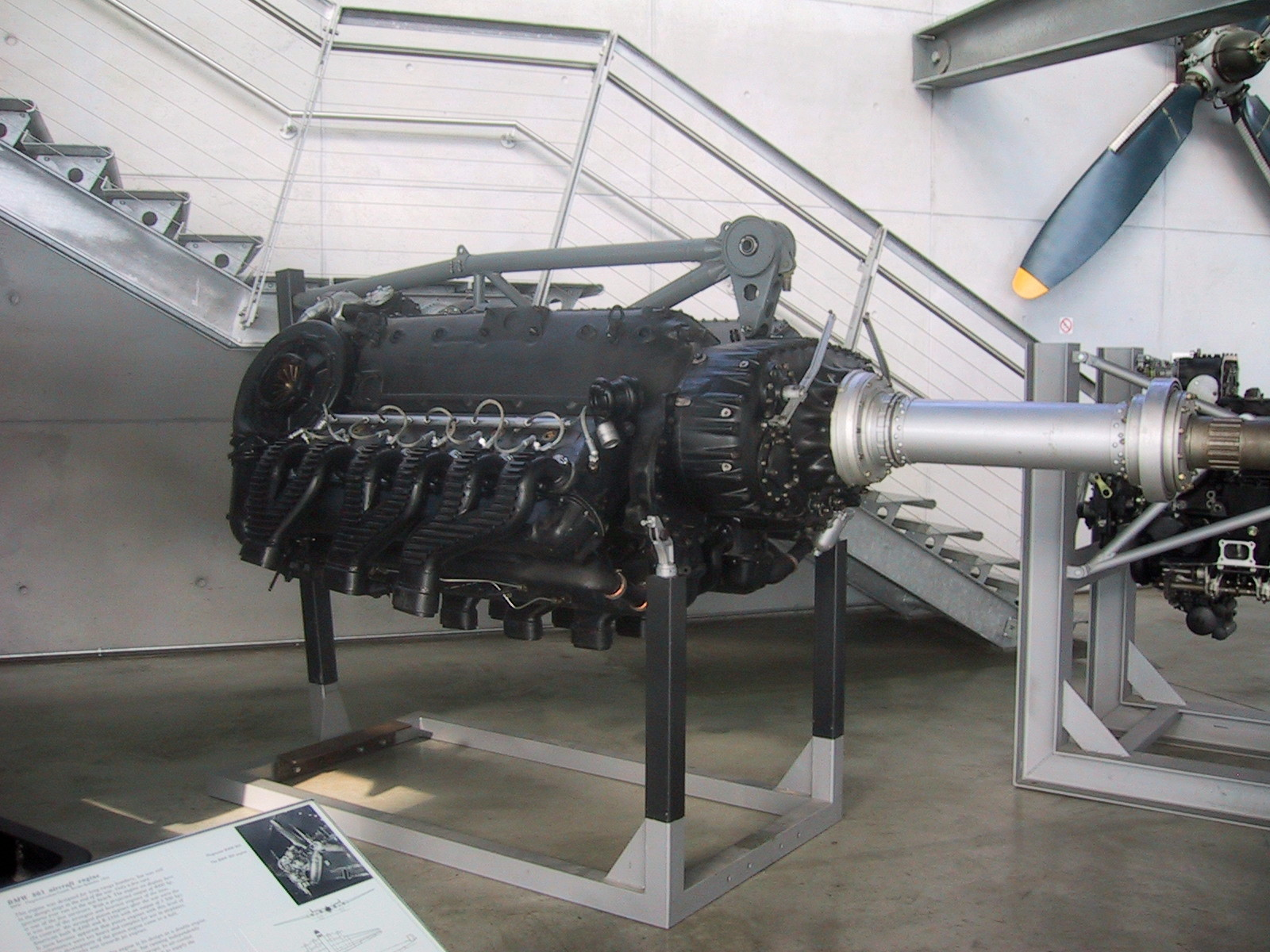
محرك (DB 610 "power system") لطائرة (He 177A) مماثل في المفهوم والشكل لمحرك (DB 613).

## مواصفات (Do 214)
الخصائص العامة
- الطاقم: 12-15
- الطول: 51.60 متر (169 قدم 3½ بوصة)
- باع الجناح: 60.00 متر (196 قدم 10¼ بوصة)
- الارتفاع: 14.30 متر (46 قدم 11 بوصة)
- مساحة الجناح : 500.00 متر² (5,381 قدم²)
- الوزن فارغة: 76,000 كغم (167,551 رطل)
- الوزن محملة: 145,000 كغم (319,670 رطل)
- محرك الطائرة: 8 ×  محرك ذو 24 أسطوانة، في خط مستقيمن  مع تبريد بالسائل, 2,833 كيلو واط (3,800 حصان)  الواحد

الأداء
- السرعة القصوى: 490 كم / ساعة (304 ميلا في الساعة)
- سرعة العبور: 425 كم / ساعة (264 ميلا في الساعة)
- مدى (طائرة): 6,200 كم / ساعة (3,852 ميل)
- سقف الخدمة: 7,000 متر (22,965 قدم)